# Тијана Матић
Тијана Матић (Панчево, 22. фебруар 1996) је српска фудбалерка која игра за ЖФК Спартак из Суботице.

## Каријера
Своје прве фудбалске кораке започиње као шестогодишња девојчица у школи фудбала "Петлићи", а касније тренира у ФК Раднички из Ковина. Са 15 година, када стиче право да наступа у Супер лиги Србије за жене, па прелази у ЖФК Ласк Ц.звезда. Од фебруара 2015. године наступа за ЖФК Спартак где игра на позицији левог везног играча.
До сада је 16 пута играла у дресу репрезентације Србије (У-17 и У-19). На овим утакмицама је постигла 4 гола. За национални тим је дебитовала 2012. године против Немачке.

## Награде и признања
Освојила је једну титулу државног првака и једну титулу победника Купа.